# USS Chillicothe
USS Chillicothe – amerykańska pancerna kanonierka rzeczna marynarki wojennej Unii z okresu wojny secesyjnej, o napędzie bocznokołowym, zbudowana w 1862 roku i służąca w walkach na Missisipi i jej dopływach w latach 1863–1865.
Jej uzbrojenie stanowiły dwa działa kalibru 279 mm. Ze względu na niewielkie zanurzenie była przystosowana do operowania na płytkich wodach. Jednostka bez powodzenia i ze stratami we własnej załodze atakowała w 1863 fort Pemberton w stanie Missisipi, a w 1864 brała udział w kampanii na Red River.

## Budowa i opis
„Chillicothe” należał do trzech podobnych rzecznych kanonierek pancernych o małym zanurzeniu, zamówionych w stoczni Joseph Brown Yard w Cincinnati w stanie Ohio nad rzeką Ohio przez amerykański Departament Wojny w 1862 roku na potrzeby walk na Missisipi i jej dopływach. Pozostałe dwie to „Indianola” i „Tuscumbia”. Autorem pierwotnego projektu był Samuel Hartt z Departamentu Wojny, lecz został on następnie zmieniony przez stocznię. Maszyny dostarczała firma McCord & Junger z New Albany nad rzeką Ohio i być może ona opancerzyła jednostkę. „Chillicothe” był najmniejszą jednostką z całej trójki, przy tym szczególny nacisk położono w nim na małe zanurzenie, pozwalające na operowanie na płytkich rzekach. Jego koszt budowy wyniósł 92 960 dolarów. Nazwa okrętu (pochodzenia indiańskiego) wywodziła się od miasta w Ohio, przejściowej stolicy tego stanu.
Wszystkie trzy kanonierki były drewnianymi okrętami o napędzie bocznokołowym, z kołami łopatkowymi w dużych obudowanych tamborach blisko rufy. W przedniej części na pokładzie znajdowała się szeroka i krótka opancerzona kazamata, z pochylonymi ścianami. Później na „Chillicothe” dobudowano pomiędzy kazamatą a kołami łopatkowymi lekki pokład z nadbudówką (ang. hurricane deck). Kazamata, znajdująca się w przedniej części, miała 12,8 m szerokości i 6,7 m długości (42 na 22 stopy) oraz 2,1 m wysokości (7 stóp), a jej przednia ściana była pochylona. Z jedynego znanego wizerunku wynika, że na dachu kazamaty dodano następnie opancerzoną sterówkę (pierwotnie stanowisko sternika znajdowało się między działami). 
Ustalenie szczegółów konstrukcji i danych okrętu jest utrudnione z uwagi na brak kompletnych planów, a także różnice w stosunku do pierwotnego projektu. Podawana jest w publikacjach wyporność 395 ton, 303 tony lub 203 tony. Długość okrętu po zbudowaniu, zamiast pierwotnie przewidzianych 158 stóp, wynosiła ok. 50 m (164 stopy), szerokość ok. 15,2 m (50 stóp). Zanurzenie według projektu miało nie przekraczać 89 cm (2′11″). Prawdopodobnie rzeczywiste zanurzenie było większe – podawana jest wartość 1,2 m (4 stopy). Wysokość kadłuba od dna do pokładu wynosiła po zbudowaniu ok. 2,4 m (8 stóp). Dla wzmocnienia kadłuba, posiadał on centralną gródź wzdłużną oraz dwie grodzie wzdłużne złożone z kratownicy diagonalnie ustawionych belek dla podtrzymania pokładu.
Uzbrojenie „Chillicothe” stanowiły dwa gładkolufowe 11-calowe (279 mm) działa Dahlgrena, mogące strzelać przez ambrazury z przodu kazamaty lub jej boków (po jednej). W październiku 1863 roku dodano 12-funtowe gładkolufowe działo na pokładzie.
Opancerzenie kazamaty według specyfikacji miało się składać z płyt żelaznych grubości 3 cali (76 mm) na szkielecie z sosnowych belek grubości 12 cali (30 cm) i podkładzie z sosnowych desek grubości 9 cali (23 cm). Burty były pokryte 2-calowymi (51 mm) płytami żelaznymi, do głębokości 30 cm poniżej linii wodnej, a na dziobie miały mieć pancerz o grubości 2,5 cala (63 mm). Pokład był pokryty płytami grubości 1 cala (25 mm).
Napęd okrętu stanowiły dwa boczne koła łopatkowe, umieszczone w wycięciach blisko rufy, poruszane przez dwie maszyny parowe o średnicy cylindra i skoku tłoka 58 × 122 cm (23″ × 4′). Parę dostarczały trzy kotły, z których spaliny odprowadzano przed dwa wysokie 6-metrowe kominy ustawione obok siebie, typowe dla amerykańskich statków rzecznych. Okręt na próbach rozwinął prędkość 9 mil na godzinę w górę rzeki (14,5 km/h), dwukrotnie przekraczając kontraktową 4 mile na godzinę.
Okręt nie okazał się udany, gdyż był zbyt lekko zbudowany, co w połączeniu z płytkim kadłubem powodowało spore wyginanie się końców kadłuba. Żeby temu zaradzić, kadłub musiał być usztywniony przez napięte cięgła, prowadzone po pokładzie nadbudówki, a pokład był wzmacniany płaskownikami z żelaza w miejscu pęknięć nad maszynami. Pancerz kazamaty, a zwłaszcza jego sosnowy podkład, okazał się wrażliwy na przebicia. Również warunki bytowania załogi, na jedynym pokładzie w kadłubie, były mało wygodne (określany jako „mały, niewygodny i źle wentylowany”). Dobudowana nadbudówka nieco poprawiła komfort odpoczynku załogi w sytuacjach poza walką.

## Służba
„Chillicothe” został wcielony do służby 5 września 1862 roku w Jeffersonville (według innych źródeł, 3 grudnia 1862 roku). Wszedł w skład Zachodniej Flotylli Kanonierek, która w tym czasie przeszła pod jurysdykcję Marynarki USA. Z powodu konieczności napraw i przeróbek oraz niskiego stanu wody w rzece Ohio, dopiero na początku stycznia 1863 roku dołączył do flotylli w Cairo. Od grudnia 1862 roku do września 1863 roku dowódcą był komandor podporucznik (Lt Cdr) James P. Foster.
Okręt brał udział w kampanii na Missisipi, rozpoczynając od działań na rzece White i ataku na fort Hindman w Arkansas w styczniu 1863 roku. Odnosił kilkakrotnie niewielkie uszkodzenia w toku walk. W lutym – marcu 1863 roku wziął udział wraz z „Baron de Kalb” w nieudanej ekspedycji w celu wpłynięcia na rzekę Yazoo przez odnogę Yazoo Pass oraz rzeki Coldwater i Tallahatchie, która została przerwana po niepowodzeniach w kolejnych atakach na fort Pemberton w stanie Missisipi, blokujący rzekę Tallahatchie. Podczas pierwszego ataku na fort 11 marca 1863 roku, konfederacki pocisk przebił pancerz i trafił w ładowany 11-calowy pocisk kanonierki. Na skutek wybuchu w kazamacie zginęło 4 ludzi, a 10 odniosło rany. Podczas kolejnego ataku 13 marca „Chillicothe” został trafiony 44 razy i również odniósł uszkodzenia i straty w załodze. Próbę ataku ponowiono jeszcze raz, po czym flota Unii odstąpiła. Ogółem podczas ekspedycji zginęło lub odniosło rany 22 członków załogi (podawane też są inne liczby). Po remoncie w Mound City, okręt powrócił do służby na Missisipi już po upadku Vicksburga, 6 września 1863 roku.
Później „Chillicothe” brał udział w zakończonej niepowodzeniem ekspedycji na rzece Red od 7 marca do 15 maja 1864 roku, w toku której jego dowódca kapitan (Lt.) J.P. Couthouy został śmiertelnie raniony od ostrzału z brzegu 3 kwietnia. 8 czerwca 1864 roku „Chillicothe” asystował w zdobyciu konfederackiej baterii w Simmesport w Luizjanie.
Okręt został sprzedany po wojnie, 29 listopada 1865 roku za 3000 dolarów. Przez kilka lat był porzucony na brzegu Missisipi w okolicach Cairo, w końcu został tam spalony w 1872 roku.